# 3287 Olmstead
3287 Olmstead (mednarodno ime je tudi 3287 Olmstead) je asteroid tipa L, ki prečka tirnico Marsa. 

## Odkritje
Asteroid je odkril ameriški astronom Schelte John Bus ( rojen 1956) 28. februarja 1981 na Observatoriju Siding Spring. Asteroid se imenuje po ameriški astronomki Michelle Olmstead.

## Lastnosti
Asteroid Olmstead obkroži Sonce v 3,64 letih. Njegova tirnica ima izsrednost 0,300, nagnjena pa je za 12,075° proti ekliptiki.